# Roccu u stortu (album)
Roccu u stortu (musiche originali dello spettacolo teatrale) è il quinto album del gruppo calabrese Il Parto delle Nuvole Pesanti uscito nel 2001.
Nato in collaborazione con la compagnia teatrale Krypton, è la colonna sonora dello spettacolo teatrale Roccu u stortu di Francesco Suriano e per la regia di Fulvio Cauteruccio. Lo spettacolo è stato altresì trasmesso su Rai Radio 3 e nel programma televisivo Palcoscenici su Rai2.
L'album, cantato e narrato interamente in dialetto calabrese, racconta la storia di un soldato calabrese della prima guerra mondiale, chiamato Rocco "u stortu" Sprizzi. Il racconto si basa sulla permanenza del soldato in guerra, mostrando parti della sua vita scioccanti (i cani) e sue opinioni sulla guerra e sugli altri soldati. Raggia e Diserzione sono riarrangiamenti di due canzoni apparse originariamente nell'album Alisifare.

## Tracce
1. Tarantella del Trionto – 2:34
2. L'Italia entra in guerra... – 0:07
3. La conta – 0:49
4. Rocco Sprizzi – 0:17
5. I cani – 3:29
6. Nescia sule – 3:11
7. Rap delle olive – 0:19
8. Quadriglia – 2:16
9. Tarantella alterata – 1:29
10. Dalle città risorte – 0:14
11. Combattere – 0:10
12. 'U cagon – 0:38
13. Raggia – 2:38
14. 'U cagon (Reprise) – 0:30
15. Sirianni – 1:07
16. Il Duca d'Aosta – 0:30
17. Diserzione – 2:40
18. L'austriaco – 1:44
19. Roccu u stortu – 4:14
20. La morte di Roccu – 1:00
21. Serenata mai sonata – 4:11
22. Michele D'Angelo – 1:23
23. La conta finale – 0:54

## Formazione
- Peppe Voltarelli - voce, chitarre, fisarmonica
- Salvatore De Siena - tamburi, voce, chitarra battente
- Amerigo Sirianni - mandolino, mandola, chitarre
- Cristian Lisi - contrabbasso, basso, sampler
- Fulvio Cauterucci - voce, narratore

Altri musicisti
- Sonia Peana - violino, viola
- Marianna Finarelli - violoncello
- Alessandro Garofalo - arrangiamenti, direzione degli archi
- Stefano Algerini - voce recitante in Combattere

## Crediti
- Prodotto da Il Parto delle Nuvole Pesanti
- Registrato e missato da Christian Lisi e masterizzato da Max Gardini presso The Groove Factory (Bologna)